# Utetes pseudonepalensis
Utetes pseudonepalensis är en stekelart som först beskrevs av Fischer 1966.  Utetes pseudonepalensis ingår i släktet Utetes och familjen bracksteklar. Inga underarter finns listade i Catalogue of Life.